# Mara Wilson
Mara Elizabeth Wilson (ur. 24 lipca 1987 w Los Angeles, w stanie Kalifornia) – amerykańska aktorka znana głównie z ról dziecięcych.

## Młodość
Mara Wilson urodziła się 24 lipca 1987 roku w Los Angeles jako najstarsza córka Mike’a Wilsona, producenta telewizyjnego oraz Susie Wilson, projektantki wnętrz. Matka Mary była Żydówką, a ojciec ma korzenie irlandzkie. Ma trzech starszych braci – Danny’ego, Jona i Joela oraz młodszą siostrę Annę. Jej kuzynem jest Ben Shapiro.

## Kariera aktorska
Wilson zainteresowała się aktorstwem dzięki starszemu bratu Danny’u, który traktował to zajęcie jako hobby. Po kilku miesiącach gry w reklamach telewizyjnych w 1993 roku, Mara wzięła udział w castingu do roli Natalie Harris w filmie Pani Doubtfire, którą dostała. W następnym roku wystąpiła w filmie Cud w Nowym Jorku. Dzięki sukcesowi filmu, Mara ściągnęła na siebie uwagę mediów, lecz w tamtym czasie podczas udzielania wywiadu wyznała, że traktuje grę aktorską raczej jako hobby, tymczasowe zajęcie, gdyż widzi siebie w przyszłości jako pisarkę.
Na 67. ceremonii wręczenia Oscarów w 1995 roku wykonała razem z Timem Currym i Kathy Najimy utwór „Make 'Em Laugh”.
Również w 1995 roku otrzymała nagrodę w kategorii „Młody artysta roku” przyznawaną przez ShoWest Awards.
Dzięki temu zwróciła uwagę Danny’ego DeVito, który zaproponował jej rolę w przygotowywanym przez siebie filmie pt. Matylda, będącym adaptacją powieści Roalda Dahla o tym samym tytule. Premiera filmu miała miejsce w 1996 roku i do tej pory jest to najpopularniejszy film w jakim zagrała Mara. Otrzymała również za rolę w nim nagrodę „Najlepsza młoda aktorka w filmie komediowym” przyznawanym przez Young Star Awards.
W międzyczasie u matki Mary, 10 marca 1995 roku zdiagnozowano raka piersi w stadium zaawansowanym. Susie Wilson zmarła 26 kwietnia 1996 roku, w czasie post-produkcji „Matyldy”, która została zadedykowana jej pamięci. Jej ojciec – Mike Wilson ożenił się ponownie. Później Mara twierdziła, że po śmierci matki straciła chęć grania w filmach.
W 1997 roku otrzymała ponownie nagrodę w kategorii „Młody artysta roku” ShoWest Awards oraz była nominowana dwukrotnie do Nagrody Saturn w kategorii najlepszy młody aktor/aktorka, lecz żadnej nie wygrała.
Kilkakrotnie starała się o role w kilku większych produkcjach, jak Między niebem a piekłem (gdzie ponownie miała grać z Robinem Williamsem) i Nie wierzcie bliźniaczkom (uznano, że jest za młoda do tej roli), ale nie dostała żadnej.
Następne produkcje, w których brała udział (Balonowa Farma oraz Tomek i magiczna kolejka) nie odniosły już większego sukcesu. Wtedy Mara postanowiła porzucić aktorstwo.

## Życie prywatne
Mara wychowywana była w wierze judaistycznej, lecz została ateistką w wieku 15 lat.
W wieku 12 lat zdiagnozowano u niej nerwicę natręctw.
W 2005 roku dostała się do prywatnej szkoły artystycznej koło Palm Springs, którą ukończyła w 2009 roku. Później udała się na uniwersytet nowojorski gdzie miała swój własny jednoosobowy program Weren’t You That Girl? (Czy to nie ty byłaś tą dziewczynką?).
Wilson walczyła przez lata z głęboką depresją, ale w 2015 dołączyła do Project UROK, organizacji non-profit pomagającej nastolatkom z problemami natury psychologicznej. Wystąpiła w filmie, gdzie otwarcie opowiada o swoich problemach z chorobami psychologicznymi jak depresja, odczucia niepokoju czy nawet nerwica natręctw. Udało jej się wyjść z choroby.
Od 2013 roku mieszka w Nowym Jorku, gdyż jak to określa „W Nowym Jorku ludzie mają gdzieś czy jesteś celebrytą. Możesz spotkać Susan Sarandon w sklepie spożywczym, Lou Reeda w klasie kickboxingu (...). Większości nowojorczyków naprawdę to nie obchodzi”
Mara nie porzuciła aktorstwa całkowicie, czasami występuje gościnnie w filmach swoich znajomych umieszczanych w internecie.
W 2016 roku wyznała, że jest osobą biseksualną.

## Filmografia
- Pani Doubtfire (1993) jako Natalie „Nattie” Harris
- Cud na 34. ulicy (1994) jako Susan Walker
- A Time to Heal (film telewizyjny, 1994) jako Barbara Barton
- Matylda (1996) jako Matylda Wormwood
- Proste życzenie (1997) jako Anabel Greening
- Balonowa farma (film telewizyjny, 1999) jako Willow Johnson
- Tomek i magiczna kolejka (2000) jako Lily Stone

## Książki
- Sheeple (2013, Penguin Books)
- (K) for Kid (2016, Penguin Books)